# Holedeck
Holedeck (en inglés hˈo͡ʊldɛk) es un tipo de estructura de hormigón armado caracterizada por disponer de perforaciones laterales, las cuales reducen el volumen de hormigón y permiten el paso de instalaciones.

## Diseño
El diseño se basa en los principios de la estructura de los huesos aligerados y triangulados de las aves.
Para la ejecución de las ventanas transversales se disponen moldes desmontables y reutilizables especiales de forma troncocónica que se extraen lateralmente una vez vertido el hormigón. Esta tecnología fue patentada y desarrollada por el arquitecto español Alberto Alarcón García.

## Configuraciones

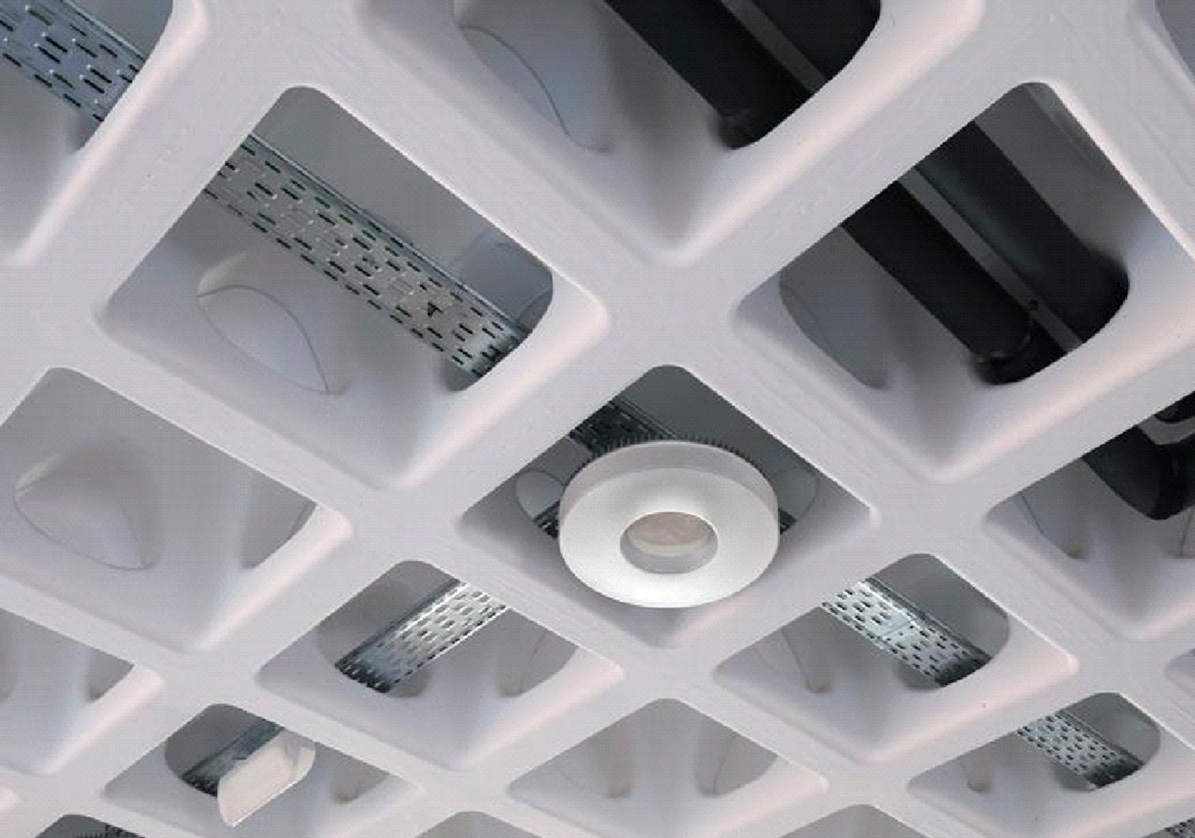
Sistema bidireccional

La estructura dispone de dos configuraciones: unidireccional o en retícula ortogonal o triangular. Para las disposiciones en retícula el comportamiento estructural y el cálculo es similar al de otros forjados reticulares.

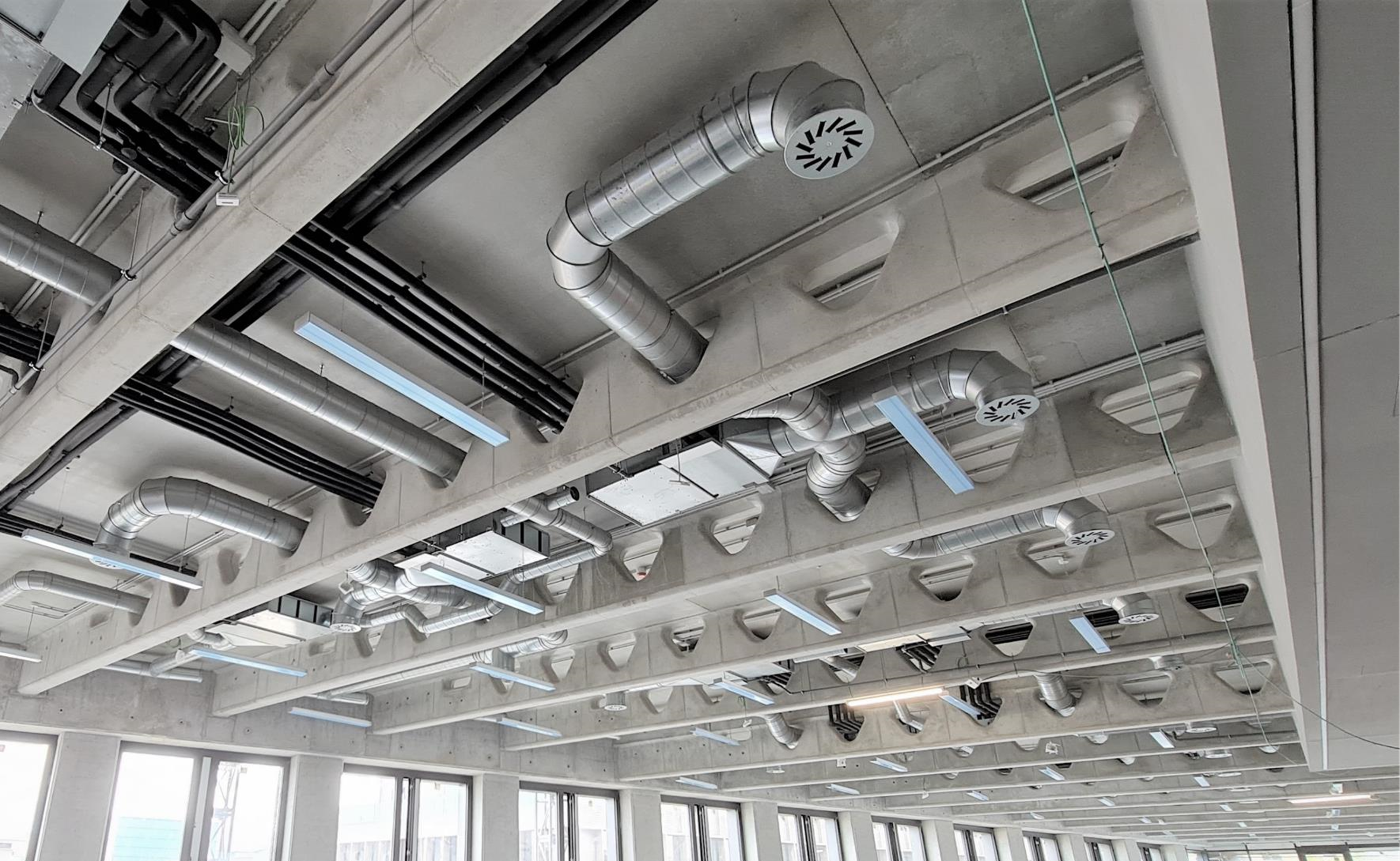
Sistema unidireccional

En el caso del unidireccional, la disposición es similar a un entramado de viguetas y viga in-situ convencional. El cortante de la estructura se resuelve mediante la aplicación literal modelo de bielas y tirantes y se calcula de forma similar a estructuras de hormigón sin perforaciones.
Estas estructuras están indicadas para luces de entre seis y veintidós metros, siendo una opción óptima en la confección de estructuras de hormigón sostenibles.

## Características
- Menor consumo de hormigón y acero. La capa de compresión tiene un espesor mínimo dimensionado estrictamente por la normativa estructural de fuego de entre 8 y 12 cm. Las viguetas se separan entre 1 y 3 metros aprovechando estructuralmente así, esta capa de compresión aligeradas por las perforaciones. Para optimizaciones adicionales pueden ser postesadas.

- Minimización de consumo de hormigón y acero posibilitando la reducción de la huella de carbono embebido en torno a un 50% con respecto a una losa aligerada.[1]

- Posible eliminación de falsos techos y suelos elevados. Se facilita la instalación y mantenimiento de instalaciones.

- Posible reducción de altura del edificio al integrar en el mismo espesor las instalaciones y la estructura.
- Buena geometría para activarse térmicamente debido a la elevada superficie de contacto con el aire y a un volumen de hormigón más reducido que una losa.

## Edificios construidos
"Edificio Logytel I+D",  Alcalá de Henares. 2012. Arquitectos: Alarcón+Arquitectos.
"Oficinas Badajoz 97", Barcelona. 2019. Arquitectos: Batlleiroig Arquitectura. Promotor: Conren Tramway.
"Ampliación de la sede de Roche Diagnostics" , San Cugat del Vallés. 2022. Arquitectos: Batlleiroig Arquitectura.
"Edificio 77A", Elche. 2021. Arquitectos: Antonio Pérez Serrano arquitecto + Serrano y Valderrama Arquitectos.
"Campus Méndez Álvaro MADNUM". Madrid. 2023. Arquitectos: Estudio Lamela.

## Reconocimientos
"Innovation Award" del CTBUH el año 2015.
"Programa Retos de la Colaboración", 2017 del Ministerio de Ciencia, Innovación y Universidades. En colaboración con el Instituto Eduardo Torroja, IECA y FEDER
"Advanced Architecture Awards", 2021.
"Premios Everis", 2014 de la Fundación Everis.
"Premio EmprendedorXXI", 2012 de Caixabank